# Бермешів
Берме́шів — село в Україні, у Локачинській селищній громаді Володимирського району Волинської області. Населення становить 183 особи.

## Історія
У 1906 році село Хорівської волості Володимир-Волинського повіту Волинської губернії. Відстань від повітового міста 23 верст, від волості 9. Дворів 43, мешканців 288.
12 червня 2020 року, відповідно до розпорядження Кабінету Міністрів України № 708-р «Про визначення адміністративних центрів та затвердження територій територіальних громад Волинської області», увійшло до складу Локачинської селищної територіальної громади.
19 липня 2020 року, в результаті адміністративно-територіальної реформи та ліквідації  Локачинського району, село увійшло до новоутвореного Володимир-Волинського району (від 18 липня 2022 Володимирського).

## Населення
Згідно з переписом УРСР 1989 року чисельність наявного населення села становила 164 особи, з яких 71 чоловік та 93 жінки.
За переписом населення України 2001 року в селі мешкала 181 особа. 100 % населення вказало своєю рідною мовою українську мову.